# Северин Букар
Северин Букар (пол. Seweryn Bukar, 1773, смт Іванопіль Чуднівського району Житомирської області — 1853, Лавриновичі) — волинський шляхтич, учасник російсько-польської війни 1792, капітан артилерії, мемуарист.

## Біографія
Народився у Янушполі (нині смт Іванопіль Чуднівського району Житомирської області) у маєтку, викупленому батьком у князів Любомирських.
У 1783 вступив у кадетський корпус у Варшаві. З 1790 розпочав служити підпоручником артилерії коронних військ на Волині (Лабунь, Дубно, Шепетівка, Славута, Полонне, Тульчин та ін.) у частинах, якими командував генерал Тадеуш Костюшко. Під його командою у 1792 брав участь в бойових діях на території Волині. За хоробрість у битві під Зеленцями був відзначений бойовим орденом Хреста Virtuti Militari, а після бою під Дубенкою поданий на звання поручника.
Після завершення бойових дій разом з Т. Костюшко їздив до Варшави з проханням про відставку. Восени 1792 повернувся до рідного маєтку. Після зайняття російськими військами Польщі служив ад'ютантом у канцелярії генерала Любовидзького у Новому Фастові, входив у складі делегації до Санкт-Петербургу. У рідні краї повернувся весною 1794 і хоча мав отримати військове звання капітана, залишив військову службу і став займатися сільським господарством.
Писав репортажі для часопису «Тигоднік Петербургські», що видавався польською мовою. У селі Бабине заснував церковно-парафіяльну школу

## Мемуари
Свої спогади Северин Букар писав на прохання синів Вінцента і Теофіла з 1845 і довів розповідь до 1815. Публікація мемуарів розпочалася на сторінках часопису «Dziennik Warszawski» (1852 — № 231 — 234). Пізніше їх фрагменти опублікував Ю.- І. Крашевський у додатку до «Pamiętniki Jana Duklana Ochockiego». У 1871 Ю.-І. Крашевський видав їх окремою книгою в серії «Biblioteka Pamiętników i Podróży po Dawnej Polsce». Російський переклад спогадів С.Букара був надрукований у 1874 як додаток до спогадів Я.Охотського «Рассказы о польской старине. Записки XVIII века Яна Дуклана Охотскаго с рукописей, после него оставшихся…».
У мемуарах С. Букара можна виділити кілька сюжетних ліній, які стосуються подій, що відбувалися на українських теренах у описаний час.
У першому блоці інформації фрагментарно розповідається про дитячі роки, проведені в родинному маєтку Янушпіль. З цих спогадів можна отримати картину про традиції, звичаї побутового життя шляхетської родини, про взаємовідносини як між представниками шляхти, так і з іншими соціальними верстами.
У другій частині мемуарів йдеться про військові події 90-х років XVIII ст., пов'язані із російсько-польською війною 1792, учасником яких був С. Букар. Вони віддзеркалюють думки командувача польськими військами в Україні у війні 1792 р. і містять такі відомості, які були недоступні простому офіцеру. Автор дає високу оцінку своєму командирові Т. Костюшко.
Частина мемуарів С. Букара присвячена опису ситуації, яка склалася на Волині після другого поділу Речі Посполитої. Так показано, що частина шляхтичів намагалася привласнити маєтки патріотично налаштованих обивателів, які змушені були або емігрувати, або були ув'язнені. У мемуарах зображено формування російської структури влади на захоплених волинських землях, прийняття присяги на вірність імператриці Катерині ІІ. Дається характеристика першим губернаторам Волинської губернії. У мемуарах підкреслюється, що без хабара російське чиновництво жодне питання не вирішувалося.
Северинові Букару, одруженому з Юлією Буджинською, опріч успадкованого після батька Янушполя, належали ще й інші добра, такі як Десирівка й Бабино. Мав двох синів і дочку. Старший син Вінцентій, як характеризує його Бобровський — "слуга Божий і гуляка", отримав від батька Бабино. Молодший — Теофіл (1814-1847), вихованець Кременецького ліцею, літератор, перекладач, поет, збирач українських народних пісень; писав критичні статті, які надсилав до "Петербургського ежинедельника"; Юзеф Крашевський писав про нього: "Головою він в небі, а ногами на землі" — проживав з батьком в Ілляшівці і помер раніше за нього. Не довіряючи старшому синові, Северин Букар заповідає Ілляшівку дочці Клотильді, одруженій з Владиславом Бернатовичем. Згодом Бернатовичі, обтяжені боргами, вирішують продати Ілляшівку через будівництво нового палацу. Купує Ілляшівку біля 1830 року Ігнацій Дорожинський (пом. 1848), (одружений з Емілією Рогальською) син Фелісіана, Мстиславського мечника (13) і Іршули Бжозовської.
Маєток в Ілляшівці було продано Адаму Букару (1739–1793), житомирському земському судді і його синові Северину Букару (1773–1853), майбутньому мемуаристові. Саме Северин Букар наприкінці XVIII ст. розпочав будівництво в стилі класицизму.

## див. також
- Битва під Зеленцями
- Битва під Дубенкою
- Букар
- Ілляшівка (Староконстянтинівський район)
- Букар Вінцент
- Букар Теофіл (1815-1847)
- Ян Охоцький
- Крашевський Юзеф Ігнацій
- Ілляшівка